# لونغ مارش 2 دي
لونغ مارش 2دي (بالصينية: 长征二号丁火箭)، ويعرف أيضاً باسم سي زد-2دي وإل إم-2دي، هو صاروخ حامل مدراي صيني. أطلق أول صاروخ من هذا الطراز في  24 أبريل 1970 عندما أطلق صاروخ لونغ مارش-1 أول قمر اصطناعى للصين وهو دونغفانغ هونغ - 1 إلى الفضاء.
قام لونغ مارش 2D برحلته الأولى في 9 أغسطس  1992.

## صور

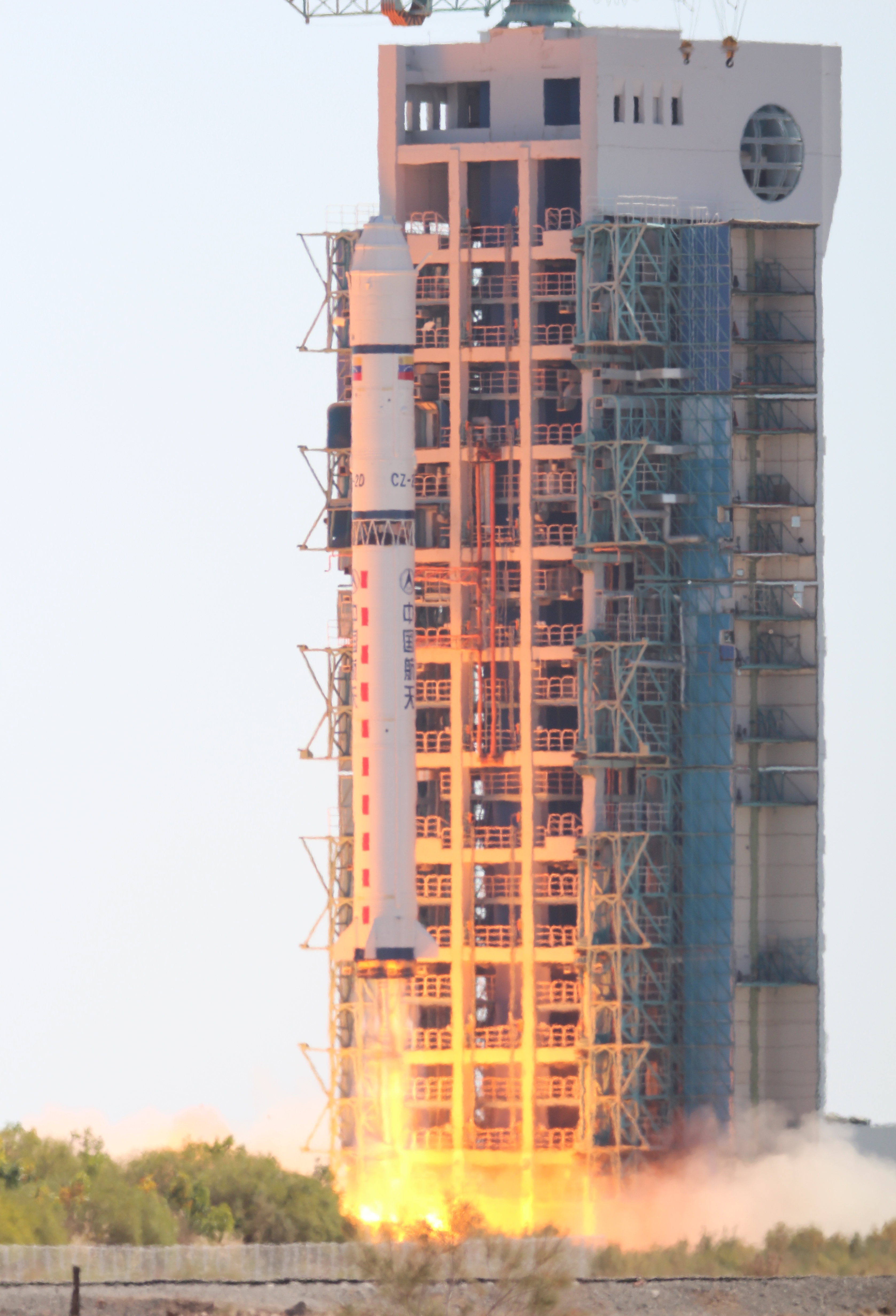
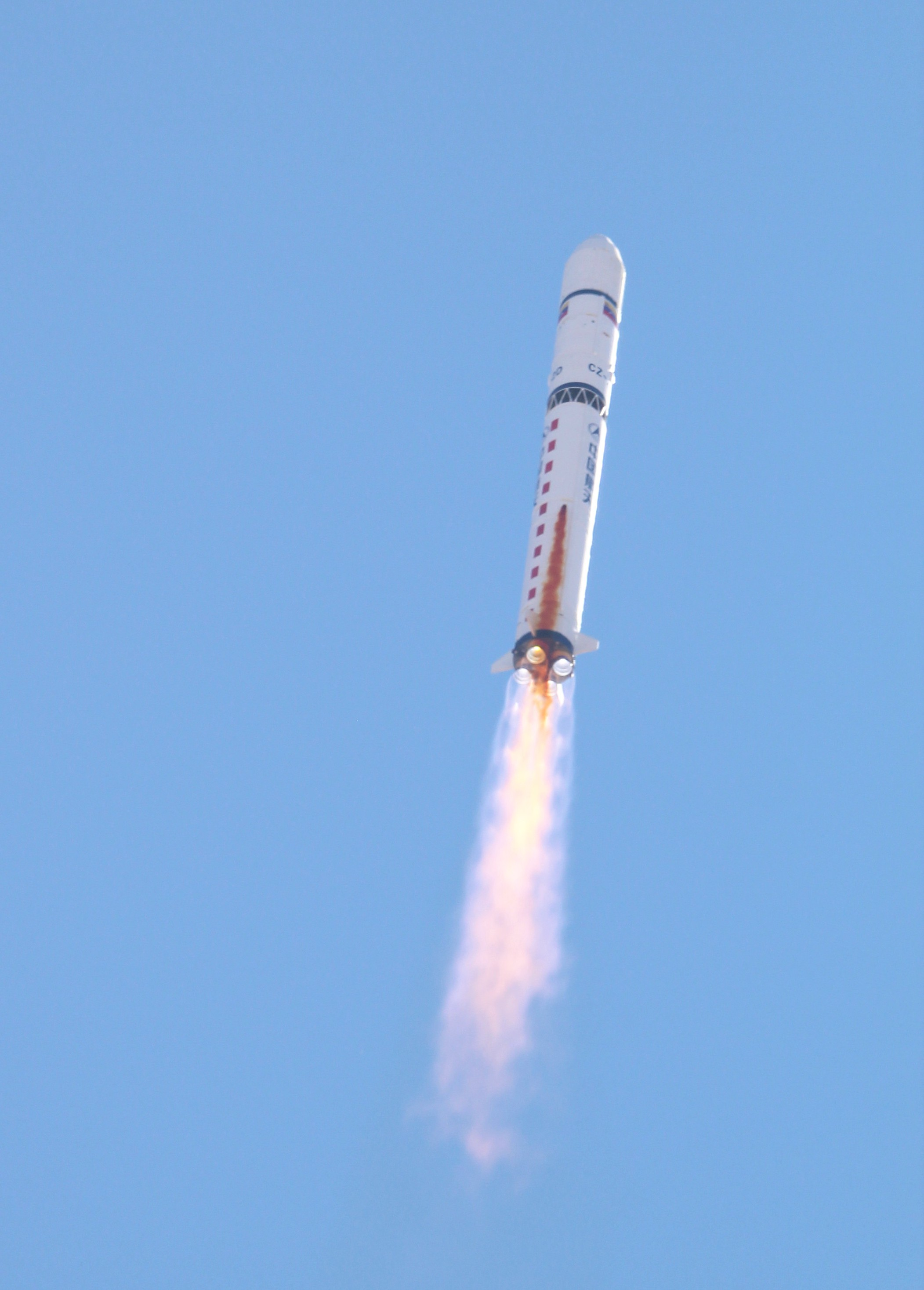